# Branislav Pokrajac
Branislav Pokrajac, né le 27 janvier 1947 à Belgrade (Yougoslavie) et mort le 5 avril 2018 à Belgrade (Serbie),, est un joueur puis entraîneur de handball yougoslave puis serbe.
Avec l'équipe de Yougoslavie, il remporte le titre olympique aux Jeux de Munich en 1972 en tant que joueur puis aux Jeux de Los Angeles en 1984 en tant qu'entraîneur.

## Parcours de joueur

### Palmarès en équipe nationale
- 7e place au Championnat du monde 1967
- Médaille de bronze au Championnat du monde 1970
- Médaille d'or aux Jeux de olympiques de 1972[3] à Munich,  Allemagne de l'Ouest
- Médaille de bronze au Championnat du monde 1974
- 5e place aux Jeux de olympiques de 1976[3] à Montréal,  Canada

## Parcours d'entraîneur

### Palmarès en équipes nationales
- Médaille d'argent au Championnat du monde 1982 (avec Yougoslavie)
- Médaille d'or aux Jeux de olympiques de 1984 à Los Angeles,  États-Unis (avec Yougoslavie)
- Médaille de bronze au Championnat du monde 2001 (avec RF Yougoslavie)
- Médaille de bronze au Championnat d'Asie 2004 (avec Qatar)

### Palmarès en club
- Championnat du Portugal (2) : 2002, 2003 (avec Porto)
- Coupe du Portugal (1) : 2012 (avec Sporting Lisbonne)